# Hehet
La déesse Hehet est une entité féminine représentant l'éternité, répartie aux quatre coins du monde. Elle forme avec Heh l'un des huit couples de l'ogdoade d'Hermopolis.